# Malina (prénom)
Malina est un prénom féminin.

## Sens et origine du prénom
Prénom féminin qui a plusieurs origines et significations
- Prénom hawaïen qui signifie « calmant »[1].
- Prénom hébraïque qui signifie : « tour ».
- Prénom hindou et indien qui signifie : « sombre ».
- Translittération romanisée du nom (en alphabet cyrillique) « малина », signifiant « framboise » en bulgare, en russe, en ukrainien... On le trouve également en Pologne, variante du prénom Magdalena[2], dérivé en Scandinavie sous la forme de Malin (voir Dagmara).

.

## Prénom de personnes célèbres et fréquence
- Très peu usité aux États-Unis[3].
- Prénom qui a été donné en France pour la première fois le 31 janvier 1981 à Orléans et dont l'occurrence reste très faible mais relativement constante depuis cette date (inférieure à 10 par an)[4].

Ce prénom est notamment porté par :
- Malin Åkerman (1978-), actrice suédo-canadienne,
- Mălina Călugăreanu (1996-), escrimeuse roumaine.
- Malin Moström (1975-), joueuse de football suédoise.
- Malina Suliman (1990-), peintre et métallurgiste afghane.
- Malina Weissman (2003-), actrice et mannequin américaine.